# Tournant iconique
L'expression tournant iconique (iconic turn en anglais) a été modelé sur l'exemple du tournant linguistique (linguistic turn). 
Là ou le tournant linguistique marquait un changement de paradigme au sein de la philosophie, signifiant que toute analyse du monde et de ses objets devait préalablement passer par une analyse de ce qui donne accès au monde - à savoir le langage -, le tournant iconique vise à rectifier le logocentrisme implicite dans cette approche : il n'y a pas que le langage qui nous donne accès au monde. 

## Explication
Si l'adage est vrai qu'« une image vaut mille mots », il y a bien un surplus iconique (du grec eikôn, image) vis-à-vis du langage verbal. À une époque de plus en plus marquée par la prolifération du visuel, de l'omniprésence des images et de ses écrans, il faut rendre compte des nouveaux modes (non nécessairement linguistiques) par lesquels nous nous orientons dans le monde. L'expression tournant iconique représente à la fois une description de cette nouvelle situation, où la communication est devenue aujourd'hui plus visuelle que jamais, et un vaste programme de recherche, car comme l'affirme Gottfried Boehm, « nous ne savons toujours pas comment fonctionnent les images »[réf. nécessaire]. 
L'impulsion initiale autour de ce programme de recherche a été donnée essentiellement par deux personnalités :
- William J.T. Mitchell, professeur d'histoire de l'art à l'Université de Chicago et directeur de la revue Critical Inquiry, théorise en 1992 ce qu'il appelle le tournant pictural (pictorial turn). Mitchell contribue fortement à l'émergence du vaste champ dans l'espace anglo-américain des études visuelles (visual studies).
- Gottfried Boehm, professeur d'histoire de l'art à l'Université de Bâle et fondateur du Pôle national suisse de recherche eikones, forge en 1994 l'expression tournant iconique (iconic turn). Dans les années suivantes, se constitue dans l'aire allemande le domaine de recherche des sciences de l'image (Bildwissenschaften).

Les convergences et les divergences dans ces deux approches ont fait l'objet d'un échange épistolaire entre les deux protagonistes de ce tournant. Les deux se reconnaissent dans un projet qui réévalue les opérations singulières des images. Mais tandis que G. Boehm considère qu'il y a bien une logique inhérente à toute image, qui passe notamment par sa capacité déictique (de monstration), W.J.T. Mitchell considère que l'iconologie (le programme d'Aby Warburg et Erwin Panofsky qu'il veut actualiser) doit étudier les images dans leurs médias, ce qui implique de tenir compte de toutes les implications techniques, sociales et politiques du visuel.